# Rafael Burgos
Rafael Burgos (La Paz, Salvador, 1988. június 3. –) salvadori labdarúgó. Tagja országa válogatottjának.

## Pályafutása
2012-ben a nyári átigazolási időszak utolsó pillanataiban vette kölcsön a Kecskemét.

## Góljai a salvadori válogatottban
| #        | Dátum                | Ellenfél   | Eredmény | Kiírás                        | Esemény       |
| -------- | -------------------- | ---------- | -------- | ----------------------------- | ------------- |
| 1.       | 2010. október 12.    | Costa Rica | 2 – 1    | Barátságos mérkőzés           | 46' 53'       |
| 2.       | 2011. január 14.     | Nicaragua  | 2 – 0    | 2011-es UNCAF-nemzetek kupája | 76'           |
| 3. és 4. | 2011. január 16      | Belize     | 5 – 2    | 2011-es UNCAF-nemzetek kupája | 24' 46'       |
| 5.       | 2011. február 9.     | Haiti      | 1 – 0    | Barátságos mérkőzés           | 15' 87'       |
| 6. és 7. | 2011. november 15.   | Suriname   | 4 – 0    | WCQ                           | 68' 77' 83'   |
| 8.       | 2012. május 23.      | Új-Zéland  | 2 – 2    | Barátságos mérkőzés           | 13' 76'       |
| 9.       | 2012. szeptember 11. | Guyana     | 2 – 3    | WCQ                           | 77'           |
| 10.      | 2013. január 18.     | Honduras   | 1 – 1    | 2013-as UNCAF-nemzetek kupája | 77'           |
| 11.      | 2014. szeptember 3.  | Guatemala  | 1 – 2    | CONCACAF-aranykupa selejtező  | 69'           |
| 12.      | 2014. szeptember 10. | Belize     | 2 – 0    | CONCACAF-aranykupa selejtező  | 48'           |
| 13.      | 2014. október 14.    | Ecuador    | 1 – 5    | barátságos mérkőzés           | 46(11-esből)' |

## Külső hivatkozások
- Adatlapja a kecskemetite.hu oldalon
- Adatlapja a transfermarkt.co.uk honlapján
- futball-adattár.hu-n [halott link]